# Antonio Lima Solá
Antonio Lima Solà (Gavà, 22 de septiembre de 1970) es un exfutbolista español-andorrano que actuaba como defensa o centrocampista. Actualmente trabaja para el departamento de scouting del Arsenal Football Club en España. Se le atribuye, entre otras acciones, haber sido el descubridor en Europa de Neymar y Philippe Coutinho .[cita requerida]

## Como jugador
Después de pasar por la Escuela Municipal de Fútbol de Gavà, Toni siguió con su formación futbolística en el colegio Sant Ermengol y en las categorías de fútbol base del FC Andorra. En 1986 se integró a la categoría juvenil del FC Barcelona en la que coincide, entre otros, con Pep Guardiola. Tras un breve paso por la Damm, fichó por el Real Madrid que lo incorporó en su equipo filial.
Tras varias aventuras en diferentes equipos incluso en Portugal y Grecia, uno de los momentos de mayor éxito lo vivió en el CF Gavà de su ciudad natal, en el cual se enroló en la temporada 2001-02: actuó en 17 partidos y marcó tres goles, el último de ellos en el último minuto del partido contra el Burriana que determinó el ascenso a Segunda División B.

## Selección nacional
Toni Lima debutó con la selección absoluta de Andorra en un amistoso contra Estonia el 22 de junio de 1997 en el Iinnastaadion de Kuressaare, que acabó con derrota para el representativo del Principado por 4-1. Toni jugó los 90 minutos.
Durante su carrera participó en 64 partidos internacionales, de los cuales obtuvo tres victorias. La más importante fue el 13 de octubre de 2004 contra Macedonia, en un partido válido por las clasificatorias rumbo al Mundial de Alemania 2006. Fue la primera victoria oficial de la selección absoluta de Andorra en su historia. Toni jugó los 90 minutos y fue el capitán del equipo.
Su último encuentro con la Tricolor fue el 10 de junio de 2009 al actuar 47 minutos contra Inglaterra en Wembley en un partido válido por las clasificatorias rumbo al Mundial de Sudáfrica 2010. No obstante, su mayor anécdota con la selección fue el 7 de septiembre de 2005 en un partido por las clasificatorias rumbo al Mundial de Alemania 2006: se encaró con el delantero neerlandés Ruud van Nistelrooy tras fallar un penalti.
Toni además participó en un partido amistoso con la selección de Cataluña contra el Fútbol Club Barcelona el 25 de junio de 1995, que acabó con triunfo de la absoluta por 5-2 con un tanto de Lima, tras asistencia de Pep Guardiola.

## Como director técnico

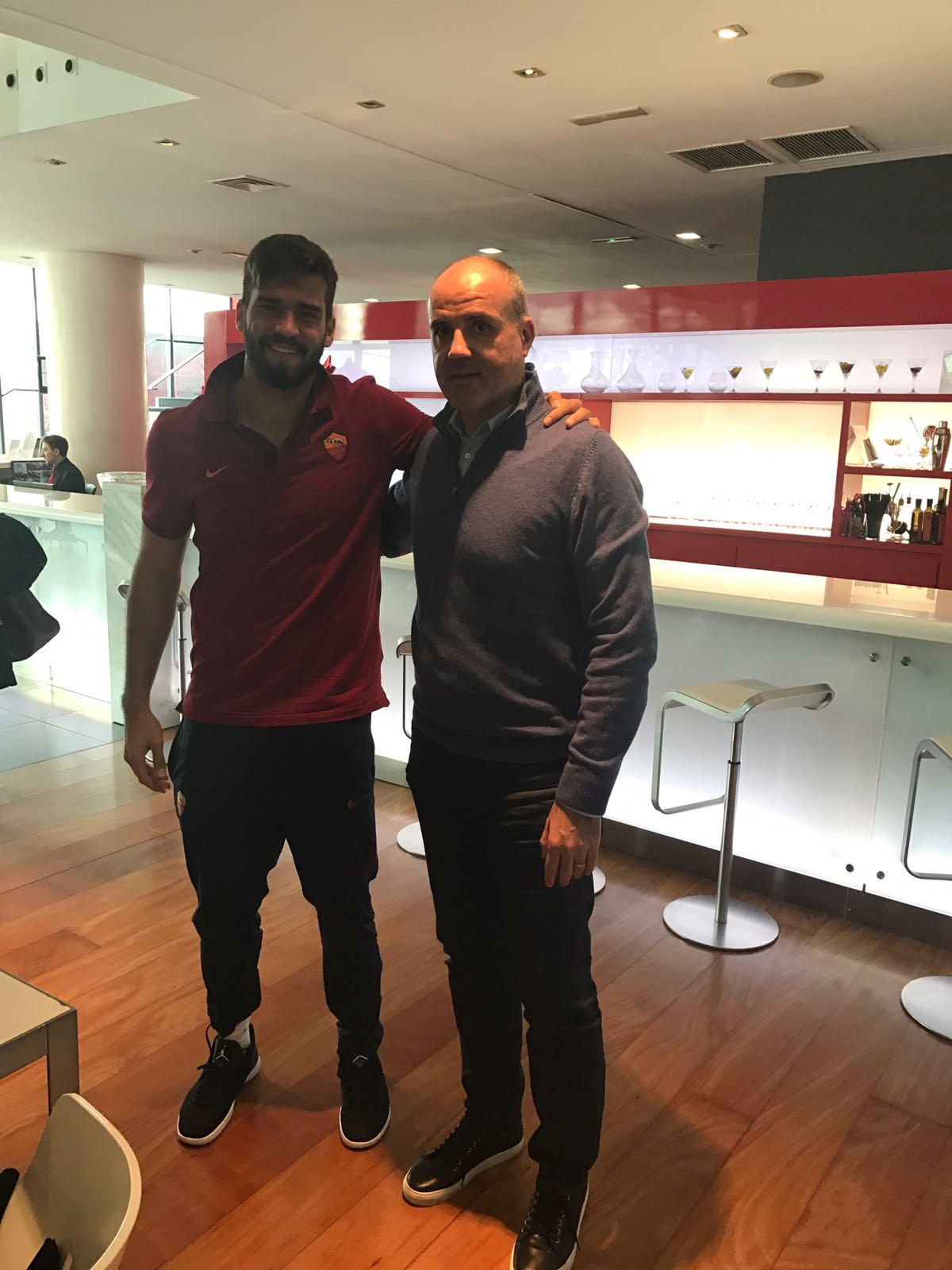
Toni Lima y el portero Alisson (2017)

Toni posee la licencia de Entrenador UEFA Pro y el curso superior de formación de director deportivo, ambos expedidos por la Real Federación Española de Fútbol. Su primera incursión en los despachos fue en la secretaría técnica del Deportivo Alavés en 2005.
Tras ocupar la dirección deportiva en el SD Ibiza y el CD Puertollano, ambos cumpliendo con creces sus objetivos, su gran salto se produce en 2011 cuando se incorpora a la estructura técnica del Internazionale Milano como responsable del mercado sudamericano, específicamente Brasil ya que previamente colaboraba con la Confederación Brasileña de Fútbol desde 2004.
Precisamente esa cercanía con Brasil le permitió ayudar al cuerpo técnico de la selección brasileña de fútbol durante los Juegos Olímpicos de Londres 2012, evento en el cual estrechó lazos con jugadores como Neymar, Philippe Coutinho, Lucas Leiva, Marcelo y Alisson, entre otros. De hecho, a Toni Lima algunos le atribuyen la recomendacion de Neymar al FC Barcelona y de Coutinho al Inter después de haber seguido a ambos en participaciones con selecciones menores de Brasil en el torneo Mediterranean International Cup.
A partir de enero de 2017 se integró al Manchester United para desarrollar su labor de scouting en España. Luego de dos temporadas y media en el club británico, Toni volvió al Deportivo Alavés, ahora como Director de Fútbol Internacional.
A partir de agosto de 2021, Toni regresa al fútbol inglés como responsable del mercado español para el primer equipo del Arsenal Football Club.

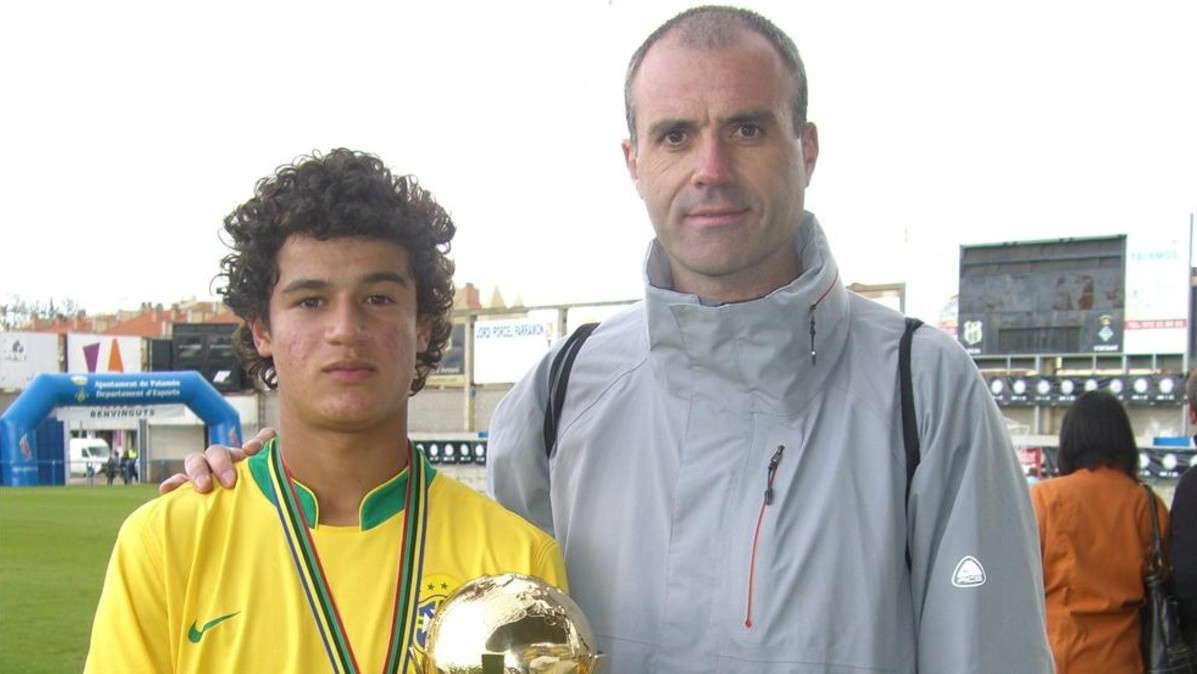
Toni Lima y Philippe Coutinho (2007)

## Vida personal
Toni se mudó a Andorra en 1982 por motivos laborales de sus padres. Tras completar la escolaridad accedió a la nacionalidad andorrana al igual que su hermano Ildefonso, actualmente capitán y jugador con más internacionalidades en la historia de la selección de Andorra.
Lima es además uno de los fundadores de la Asociación de Futbolistas Andorranos (AFA), entidad creada a inicios de 2016 por algunos de los jugadores más importantes del fútbol nacional. Toni es el actual vicepresidente de AFA.  
Además de su carrera ligada al fútbol, Toni es Licenciado en Historia por la Universidad de Barcelona y cursó un año de Derecho en la misma sede académica. Habla seis idiomas: castellano, catalán, inglés, portugués, italiano y francés.

## Clubes como jugador (primer equipo)
| Club                  | País     | Año       |
| --------------------- | -------- | --------- |
| Real Madrid Deportivo | España   | 1990-1991 |
| CE L'Hospitalet       | España   | 1991      |
| RCD Espanyol          | España   | 1991-1992 |
| Palamós CF            | España   | 1992-1995 |
| Almería CF            | España   | 1995-1996 |
| Real Murcia           | España   | 1996-1997 |
| Poli Almería          | España   | 1997-1998 |
| CF União Madeira      | Portugal | 1998-1999 |
| CE L'Hospitalet       | España   | 1999-2000 |
| CF Gavà               | España   | 2000-2001 |
| Ionikos FC            | Grecia   | 2001      |
| CF Gavà               | España   | 2002-2003 |
| Palamós CF            | España   | 2003-2005 |
| Amurrio Club          | España   | 2005      |
| Palamós CF            | España   | 2005-2006 |